# Cattleya xanthina
Cattleya xanthina é uma espécie de planta do gênero Cattleya e da família Orchidaceae.  
Pertence a Cattleya série Cattleyodes. Esta espécie se diferencia facilmente das outras da seção, por ter menor tamanho das flores, e segmentos verde-amarelados, exceto o labelo que é branco, com a base amarelada e veias róseas no lobo mediano, além da coluna verde. Nesse sentido é similar a Cattleya virens, mas se diferencia porque em Cattleya virens a flor não se abre, formando um tubo, e não há veias no labelo. Floresce no verão, com pico em janeiro e fevereiro.  

## Taxonomia
A espécie foi descrita em 2008 por Cássio van den Berg. 
Os seguintes sinônimos já foram catalogados:  
- Laelia xanthina  Lindl.
- Bletia flabellata  Rchb.f.
- Bletia xanthina  (Lindl.) Rchb.f.
- Brasilaelia xanthina  (Lindl.) Campacci
- Chironiella xanthina  (Lindl.) Braem
- Hadrolaelia xanthina  (Lindl.) Chiron & V.P.Castro
- Sophronitis xanthina  (Lindl.) Van den Berg & M.W.Chase

## Forma de vida
É uma espécie epífita e herbácea. 

## Descrição
| Caule                                                | Caule                                   |
| ---------------------------------------------------- | --------------------------------------- |
| planta                                               | rizomatosa                              |
| número de entrenó do rizoma                          | desconhecido                            |
| Folha                                                |                                         |
| número                                               | 1                                       |
| forma                                                | oblongo lanceolada                      |
| Inflorescência                                       |                                         |
| inflorescência em pseudobulbo diferenciado sem folha | não                                     |
| bráctea espataceo                                    | simples                                 |
| número de flor                                       | 2/3/4                                   |
| Flor                                                 |                                         |
| cor das pétala e sépala                              | verde amarelado                         |
| forma do labelo                                      | levemente trilobado                     |
| cor do lobo mediano do labelo                        | branco/com a base amarela/com veia rosa |
| cor dos lobo lateral do labelo                       | branco                                  |

## Conservação
A espécie faz parte da Lista Vermelha das espécies ameaçadas do estado do Espírito Santo, no sudeste do Brasil. A lista foi publicada em 13 de junho de 2005 por intermédio do decreto estadual nº 1.499-R. 

## Distribuição
A espécie é encontrada no estado brasileiro de Espírito Santo. 
A espécie é encontrada no domínio fitogeográfico de Mata Atlântica, em regiões com vegetação de floresta ombrófila pluvial.